# Der Student (Tschechow)

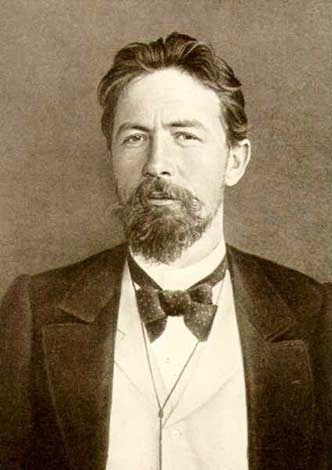
Anton Tschechow

Der Student (russisch Студент) ist eine Karfreitagsgeschichte des russischen Schriftstellers Anton Tschechow, die – vermutlich im März 1894 in Jalta geschrieben – im selben Jahr in den Moskauer Russkije wedomosti unter dem Titel Am Abend (russ. Вечером) erschien.
W. Czumikows Übertragung ins Deutsche brachte Diederichs 1902 in Leipzig heraus. Andere Übersetzungen: 1895 ins Tschechische (Student), 1900 ins Bulgarische (Студент), 1901 ins Ungarische (A diák) und ins Serbokroatische (Ћak) sowie 1902 ins Französische (L'Étudiant).

## Inhalt
Iwan Welikopolskij ist der Sohn eines Küsters und studiert an der Geistlichen Akademie. Das Osterfest verbringt Iwan daheim im Dorf bei den Eltern. Zunächst begibt er sich am Karfreitag auf den Schnepfenstrich. Auf dem Heimweg kommt Iwan des Abends am Garten der Witwe Wassilissa vorbei. Die Witwe und ihre Tochter Lukerja, ebenfalls verwitwet, wärmen sich draußen an einem offenen, knisternden Holzfeuer. Iwan grüßt und tritt näher. Man wärmt sich und ist sich einig – der Winter will zu Ostern wiederkommen. Angesichts des Feuers fällt Iwan ein Passus aus der Passion Christi ein und zwar die Stelle, als die Knechte im Hof vor dem Palast des Hohepriesters sich an einem Holzfeuer wärmen. Der Theologiestudent Iwan predigt den beiden Frauen die bekannte Geschichte von Petrus, wie er seinen Herrn Jesus dreimal verleugnet. Da weint die Witwe Wassilissa. Iwan ist überzeugt, die Witwe vergießt nicht Tränen, weil er so rührend predigen kann, sondern weil sie verinnerlicht, was in Petrus seinerzeit vorgegangen war. Petrus erscheint Iwan als Personifikation der Schuld, die der Mensch irgendwann im Leben auf sich lädt in dem Sinne: Alles wiederholt sich im Weltenlauf – und wenn es jener oben erwähnte Part der Passionsgeschichte von vor zweitausend Jahren vor dem Palast des Hohepriesters ist: Wassilissa mit ihrem Feuer im Gemüsegarten hat den Kreis geschlossen.

## Rezeption
- Der Leser fragt: Warum weint Wassilissa? Becker[4] antwortet: „Die Tränen der Frau, als sie von den Lügen des Petrus hört, zeigen doch, dass niemand frei ist von Angst und Schuld – dass aber jeder auch mitfühlen kann mit denen, die geschunden werden oder sterben müssen.“
- Bei Schmid[5] wird das indefinit Erzählte unter fünf Aspekten besprochen und interpretiert:

Kreis oder Kette?
Historie als Wiederkehr des Gleichen und sein oben genanntes Sinnbild des geschlossenen Kreises sei unvollständig. Denn warum trat Iwan so niedergeschlagen an das Feuer Wassilissas und warum verlässt er es in solcher Hochstimmung? Antwort: Historie sieht Iwan auch als Kette, deren Endglieder von den anfänglichen Gliedern verursacht werden würden.
Ästhetische Wahrnehmung und gestörte Harmonie
Iwan Welikopolskij – eingedeutscht Johannes Großfeld – denke in großen Dimensionen und begehe leichthin, indem er Schnepfen jagt, einen Karfreitagsfrevel. Der Zögling einer hohen russischen geistlichen Akademie will nicht gleich nach Hause, denn bei Küsters wird am Karfreitag gefastet. Iwan ist hungrig und friert. Hingegen Wassilissa – auf Deutsch die Königliche – genauer, ihr Osterfeuer, verspreche Wärme und vielleicht sogar Speise.
Eine rührende Geschichte vom leidenden Petrus
Leider hat man bereits zu Abend gegessen. Iwan treffe bei seiner Nacherzählung des Leidens Christi eine merkwürdige Auswahl, indem er seine abgekürzte Version auf das Leiden Petri fokussiere, wobei Letzteres das Leiden seines Herrn sogar noch übertreffe. Als solchen – allerdings hier an Hunger und Kälte – leidenden Apostel sähe Iwan sich selbst.
Warum weint Wassilissa?
Tschechow stelle Lukerja – „vom Manne eingeschüchtert“ – gleichsam als Entsprechung zum leidenden Christus hin. Wassilissa dagegen kümmere sich weniger um die Vorgänge in der Seele des Apostels als vielmehr um ihre eigene Befindlichkeit.
„Wahrheit und Schönheit“ oder: Ein Petrus ohne Reue
Der „finalen Euphorie“ des Studenten wird daheim die Ernüchterung des Karfreitags folgen. Iwan wird seinen „Mangel an Interesse für das konkrete Leiden in der Welt“ nicht länger überspielen können.

## Deutschsprachige Ausgaben
- Anton Tschechow: Erzählungen. Aus dem Russischen übersetzt von Kay Borowsky. Nachwort von Ludolf Müller (Inhalt: Austern. Wanka. Das Glück. Wolodja. Krankensaal Nr. 6. Der Student. Anna am Halse. Das Haus mit dem Mezzanin. Der Mensch im Futteral. Die Stachelbeeren. Von der Liebe. Ein Fall aus der Praxis. Herzchen. Die Dame mit dem Hündchen. In der Schlucht. Der Bischof). 334 Seiten. Reclam, Stuttgart 2013, ISBN 978-3-15-020282-1

### Verwendete Ausgabe
- Der Student. S. 191–196 in: A. P. Tschechow: Meistererzählungen. Deutsch von Reinhold Trautmann. (enthält noch: Die Austern. Der Tod des Beamten. Ein bekannter Herr. Wanjka. Kaschtanka. Im Alter. Kummer. Die Totenmesse. Gussew. In der Verbannung. Die Dame mit dem Hündchen. Jonytsch. Herzchen. Der schwarze Mönch. Die Bauern. Ein Fall aus der Praxis. Die Stachelbeeren. In der Schlucht. Die Erzählung des Obergärtners.) Dieterich’sche Verlagsbuchhandlung, Leipzig 1953

## Anmerkung
1. ↑  Das Element „Wiederholung im Weltenlauf“ macht der Gesellschaftskritiker Tschechow an der großen Dimension russische Geschichte fest: „Und jetzt... dachte der Student daran, daß genau ein solcher Wind auch zur Zeit Rjuriks und zur Zeit Iwans des Schrecklichen und Peters geweht hatte und daß zu ihren Zeiten genau diese wilde Armut, der gleiche Hunger vorhanden waren, auch die gleichen durchlöcherten Strohdächer, daß die gleiche Unwissenheit und derselbe Kummer herrschte, ringsumher die gleiche Öde und Finsternis und das Gefühl drückender Not – all dies Grauen war, ist und wird bestehen bleiben, es werden weitere tausend Jahre vergehen, und das Leben wird nicht besser werden.“ (verwendete Ausgabe, S. 191, 7. Z.v.o.)